# Braunsophila signata
Braunsophila signata är en tvåvingeart som beskrevs av Lyneborg 1976. Braunsophila signata ingår i släktet Braunsophila och familjen stilettflugor. Inga underarter finns listade.